# Bikram Choudhury
Bikram Choudhury (Calcuta, 10 de febrer de 1944) és un professor de ioga nord-americà nascut a l'Índia i fundador del Bikram Ioga, una forma de ioga a alta temperatura ambient, que consisteix en una sèrie fixa de 26 postures practicades en un ambient calorós de 40 ° C (104 ° F). El negoci es va convertir en un èxit als Estats Units i després a tot el món occidental, amb una gran quantitat d'alumnes famosos. La seva ex esposa Rajashree Choudhury el va ajudar en el negoci de ioga.
Choudhury està acusat de diverses agressions sexuals i discriminacions contra minories racials i sexuals. El 2017, un tribunal va concedir $7 milions de dòlars al seu advocat anterior, Minakshi Jafa-Boden, que va obtenir el control del seu negoci de ioga quan Choudhury va fugir a l'Índia sense pagar-li. Des de llavors, Bikram ha continuat entrenant a mestres de ioga a fora dels Estats Units, a països com Mèxic i Espanya (2019).

## Vida i feina
Bikram Choudhury va néixer a Calcuta l'any 1944. Va començar practicant posicions de Hatha Ioga l'estiu de 1969. En els seus llibres, tanmateix, assegura haver començat a estudiar ioga a una edat molt jove, i ser el vencedor del Campionat Nacional de Ioga d'Índia durant tres anys consecutius. Però aquesta competició no va tenir lloc a l'Índia fins al 1974, molt de temps després que ell marxés del país. Evidències recents d'entrevistes pel podcast de la sèrie "30 per 30" de Choudhury (2018, ESPN) i del llibre de Jerome Armstrong, Calcutta Ioga, han provat que tant les afirmacions de formació primerenca sota Bishnu Charan Ghosh i de ser el guanyador dels Campionats de Ioga d'Índia Nacionals, eren falses.
Choudhury va desenvolupar una sèrie de 26 postures, que va aprendre del mestre Ghosh establint-les en sessions de 90 minuts. El 104°F (40 °C) calor de les classes de Ioga de Bikram, segons ell, és per imitar el clima d'India. Choudhury va estar estretament relacionat amb el ioga competitiu dels Estats Units des dels seus inicis; la Copa anual de Bishnu Charan Ghosh rep el nom de l'home que afirmava que era el seu professor.
El 1971 Choudhury emigra als Estats Units i comença a ensenyar ioga. Va obrir el seu primer estudi a Los Angeles, ensenyant el seu estil propi de ioga. El 2019 Netflix va estrenar un documental dirigit per Eva Orner anomenat Bikram: Yogui, Guru y Depredador, basat en la vida, treball i agressions sexuals i tracte discriminatori de què l'acusaren diverses alumnes i del que en va sortir com a culpable. L'aclamat crític de cinema Adrian Horton el va descriure com "un documental que sintetitza dècades d'arxius amb testimonis en primera persona i declaracions filmades del judici que mostren una personalitat narcisista i el culte a la personalitat, riquesa i poder professional de Choudhury existent en el món del ioga a temperatura"

### Expansió del Bikram Ioga
El Bikram Ioga es va expandir ràpidament pels Estats Units. A la dècada de 1990, va començar a oferir cursos de certificació de professors d'una duració de nou setmanes, formant milers d'instructors. Els estudis Bikram Yoga es van fundar a molts països del món. Choudhury va ensenyar a celebritats com les cantants de pop Madonna i Lady Gaga, i el futbolista David Beckham, i va afirmar haver ensenyat ioga als presidents nord-americans Richard Nixon, Ronald Reagan i Bill Clinton. Actualment existeixen nombrosos centres de Ioga Brikam a arreu del món

### Reclamacions de drets d'autoria del Bikram Ioga
Choudhury ha declarat des del 2012 que la seva sèrie de 26 postures estava inscrita sobre drets d'autor i que no podia ser ensenyada o presentada per ningú sense la seva autorització. El 2011 va demandar a l'estudi Yoga to the People, fundat per un ex-estudiant i que estava ubicat a prop del seu estudi de Nova York. L'Oficina de Drets d'Autor dels Estats Units va establir que les postures de ioga (asanas) no podien ser inscrites per drets d'autor, i que per tan qualsevol persona podia seguir ensenyant la sèrie de Bikram.

## Denúncies d'agressions sexuals
Choudhury ha hagut d'afrontar diverses demandes d'agressió sexual, racisme i homofòbia. El gener del 2014, existien cinc demandes de dones que incloïen els càrrecs d'assetjament i agressió sexual. El maig del 2013 es van agregar dues demandes de violació, amb càrrecs d'agressió sexual, apressament injustificat, discriminació i assetjament. Una de les demandes descriu el cercle íntim de la disciplina Bikram com un culte on els membres l'ajudaven a buscar dones joves per cometre aquests delictes. Una altra demanda assegura que Choudhury recluta voluntaris a arreu del món que estan "tan immersos en defensar-lo que emigren als Estats Units violant les lleis d'immigració per servir-lo".

### Minakshi Jafa-Bodden
Minakshi Jafa-Bodden va prestar serveis legals com a Encarregada d'Afers Legals i Internacionals des de la Primavera de 2011 al 13 de març de 2013, i sosté que va ser acomiadada de manera abrupta i il·legal, d'acord amb els documents de la cort entregats el 12 de juliol de 2013 a Los Ángeles. En els dos anys que treballà de manera propera amb Choudhury, sosté que va ser víctima i testimoni de la seva conducta "regular, severa, persuasiva i ofensiva" cap a les dones, els homosexuals, persones afroamericanes i altres minories. La instructora de ioga Sarah Baughn va demandar-lo per assetjament sexual en el març, després que Jafa-Bodden fos acomiadada. El 25 de gener del 2016, el jurat li va atorgar a Jafa-Bodden la xifra de $924,500 dòlars pels danys rebuts per Choudhury. El jurat va declarar que Choudhury havia realitzat frau, actuant amb malícia i opressió. El 26 de gener de 2016, el jurat li va atorgar a Jafa-Bodden la xifra addicional de $6.4 milions de dòlars per danys i perjudicis.

## Escapada dels Estats Units
El maig del 2016, Choudhury retorna a l'Índia on va començar estudis de ioga. L'octubre 2016, el seu advocat va declarar que el seu client no retornaria als Estats Units per defensar-se en persona en altres casos de tribunal pendents. A finals del 2016 en una entrevista, Bikram respon a les acusacions dient: "Per què haig d'assetjar dones? Les persones gasten un milió de dòlars per una gota de la meva esperma", i cridant i titllant els que l'acusen d'abusos d'"escombraries" i "psicòpates".
El maig 2017, un jutge de Los Angeles va emetre una ordre d'arrest per a Choudhury per haver fugit dels Estats Units sense pagar els $7 milions de dòlars que devia pel cas de Jafa-Bodden. Una demanda addicional per transferència fraudulenta de diner va ser imposada contra l'esposa de Chadhury i els seus fills, els quals suposadament "ajudaren a Choudhury a amagar-se, evadir la justícia i desfer-se dels seus béns”. El "The New York Daily News" va informar que vehicles de luxe i altres béns de Choudhury van ser traslladats de Nova York a Florida per evitar l'embargament, motiu pel qual es va emetre una ordre de la cort de Florida per evitar que les possessions dels magatzems de Florida i Nevada fossin liquidades

## Continuant les classes
Malgrat els escàndols i assumptes penals pendents, moltes persones han continuat assistint a les seves formacions per ser professors de ioga, durant l'any 2019 va impartir classes a l'Índia, a Espanya (Múrcia) i a Mèxic (Acapulco). A Barcelona hi ha dos centres de Bikram Ioga i un centre a Madrid.

## Llibres
- J. Goldstein. Bikram's Beginning Yoga Class. New.  Thorsons, 2000. ISBN 978-0007154999.
- Bikram Yoga: The Guru Behind Hot Yoga Shows the Way to Radiant Health and Personal Fulfillment.  HarperCollins Publishers, 2007. ISBN 978-0-06-056808-5.